# 萨勒诺医学院

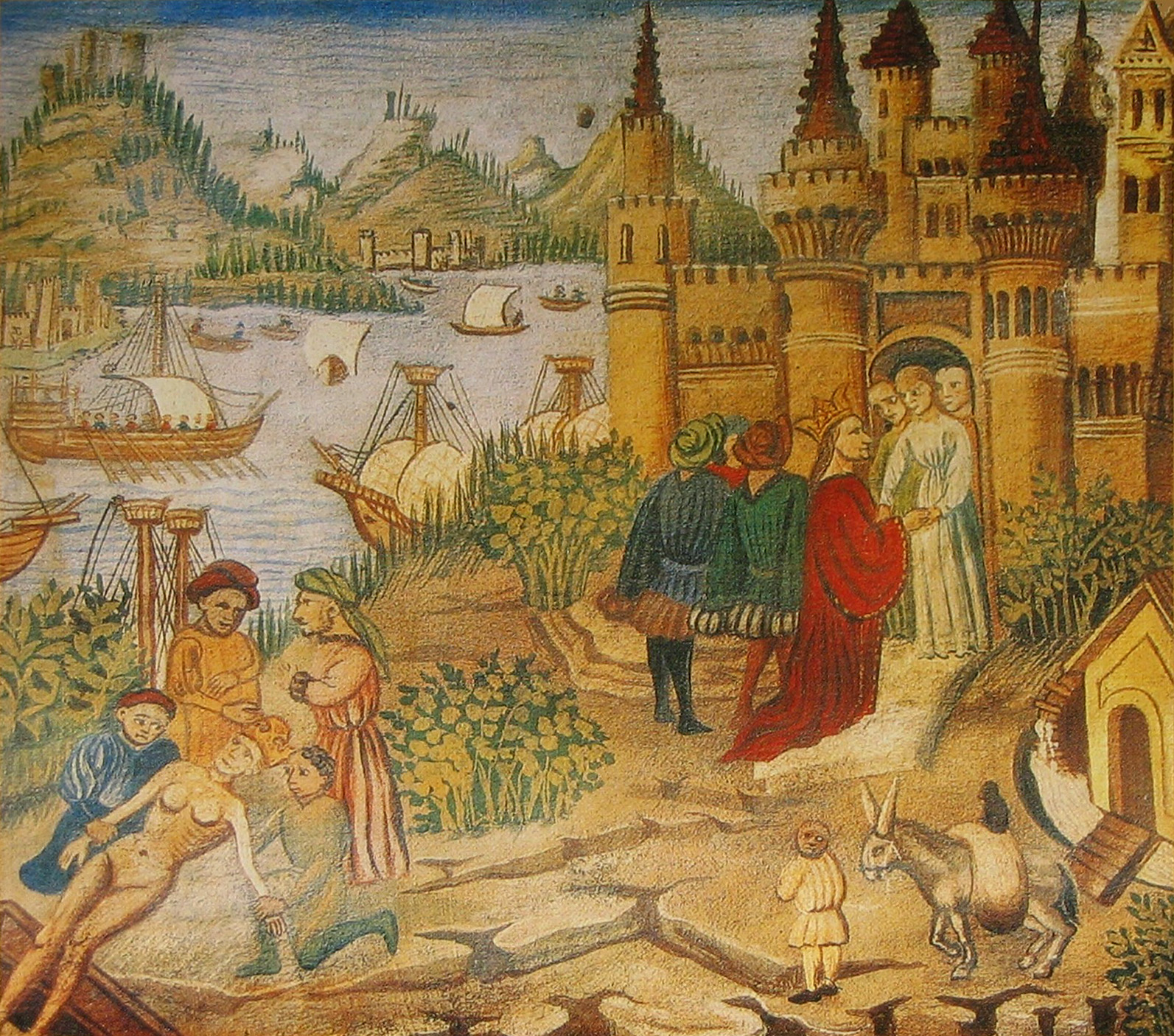
萨勒诺医学院

萨莱诺医学院（意大利语：Scuola Medica Salernitana）是欧洲历史上的一所医学院，位于今意大利坎帕尼亚地区的萨莱诺市，当时是欧洲最大的医学知识来源。学院来源于八世纪末的本笃会，在十至十三世纪达到鼎盛时期，一直到霍亨斯陶芬家族的衰落，在1811年被关闭，人员被并入那不勒斯大学等其他机构。
萨莱诺医学院诞生于文化和技术的交流中，正如建校传说所说，四位大师共同创立的：犹太人赫林努斯（Helinus）、希臘人庞图斯（Pontus）、阿拉伯人阿德拉（Adela）和拉丁人萨莱努斯（Salernus）。在卡西諾山的图书馆中积累了阿拉伯医疗文本的希腊语翻译，这些文本后来被翻译成拉丁语；继受了希波克拉底、盖伦和狄奥斯科里迪斯的医学知识，并通过地中海的交通线与阿拉伯世界交流。萨莱诺的手稿在许多欧洲图书馆中可以找到，并被当时的编年史作者引用。
一些学者认为它是欧洲第一所大学。比起后来的大学，该学院不排斥女性。

## 延伸閱讀
- 卡西諾山